# Gare de Tosa-Shōwa
La gare de Tosa-Shōwa (土佐昭和駅, Tosa-Shōwa-eki) est une gare ferroviaire localisée dans le bourg de Shimanto, dans la préfecture de Kōchi au Japon. La gare est exploitée par la JR Shikoku, sur la ligne Yodo.

## Situation ferroviaire
Établie à 125 mètres d'altitude, la gare de Tosa-Shōwa est située au point kilométrique (PK) 26.5 de la ligne Yodo.

## Histoire
- 1er mars 1974 Ouverture de la gare par la Japanese National Railways
- 1er avril 1987 La Japanese National Railways est découpée en plusieurs sociétés, la JR Shikoku reprend l'organisation de cette gare

## Service des voyageurs

### Ligne ferroviaire
- JR Shikoku
  - Ligne Yodo G31

### Quai
- Cette gare dispose d'un quai et d'une voie.

| N° de voie | Ligne  | Direction    |
| ---------- | ------ | ------------ |
| 1          | ▆ Yodo | Wakai        |
| 1          | ▆ Yodo | Kita-Uwajima |